# Казімеж (Поморське воєводство)
Казімеж (пол. Kazimierz, нім. Kasimir) — село в Польщі, у гміні Косаково Пуцького повіту Поморського воєводства.
Населення — 361 особа (2011).
У 1975-1998 роках село належало до Гданського воєводства.

## Демографія
Демографічна структура станом на 31 березня 2011 року:
|          | Загалом | Допрацездатний вік | Працездатний вік | Постпрацездатний вік |
| -------- | ------- | ------------------ | ---------------- | -------------------- |
| Чоловіки | 183     | 52                 | 127              | 4                    |
| Жінки    | 178     | 40                 | 111              | 27                   |
| Разом    | 361     | 92                 | 238              | 31                   |